# 張建
張建（1902年—1996年6月11日），男，廣東省梅州市梅縣區人，中国医学家。

## 生平
陸軍軍醫學校醫科15期畢業，1934年獲柏林大學醫學博士及哲學博士。1937年任中央軍醫學校教育長及軍醫署署長。1946年任國防醫學院副院長，1949年遷至台灣。因於日記中表示對當局不滿，1951年遭調查局軟禁，一年半後獲釋。對官場失望，便於新竹市開業行醫。1985年移居美國，1996年逝世。

## 延伸阅读
[在维基数据编辑]